# Новороссийская республика
Новоросси́йская респу́блика — рабоче-крестьянское самоуправление, установленное Советом рабочих депутатов в Новороссийске 12 декабря 1905 года в период Первой русской революции. Просуществовала до 25 декабря 1905 года.

## История

Памятник «Новороссійская республика», Новороссийск

Новороссийский совет, сформированный 8—10 декабря 1905 года во время политической стачки, провозгласил своей целью борьбу с самодержавием и установление народного самоуправления. К Совету, под воздействием революционной агитации, присоединились солдаты и казаки местного гарнизона. Они разоружили полицию, а рабочие дружины, созданные в том числе в Сочи, Туапсе и Гагре, взяли под свой контроль порты и железную дорогу.
12 декабря Совет взял власть в Новороссийске в свои руки, ибо губернатор Березников еще 10 декабря бежал в неизвестном направлении. 14 декабря, по постановлению Совета, были закрыты все правительственные учреждения, кроме банков, частично прекращена забастовка, а на предприятиях организованы рабочие комитеты и введён 8-часовой рабочий день. Созданный народный суд освободил всех политических заключённых. Печатным органом республики стали «Известия Совета рабочих депутатов». 
Совет состоял из 72 депутатов (Ф. Дубровин, И. Гольман, Попов, Г. Момулянц, Николаев, Романенко, А. Колонтадзе, С. Рабинович, Е. Передерий, Бытченко), которых направили не только городские промышленные предприятия, но и крестьяне из близлежащих населенных пунктов. Также избирались учителя, приказчики и безработные. Но 88% депутатов оказались рабочими. Большинство из них были большевиками, имелось некоторое количество меньшевиков, эсеров, анархистов и даже 2 толстовца. Представители буржуазии тоже баллотировались, но избраны не были.
24 декабря правительство направило военную экспедицию в Новороссийск. 25 декабря, при поддержке броненосца, императорские войска вошли в город. Было объявлено о введении военного положения, начались аресты и репрессии. Черноморский комитет РСДРП вынужден был уйти в подполье. Военный суд приговорил 7 руководителей Новороссийской республики к смертной казни, которую заменили пожизненной каторгой, и 13 человек к различным срокам каторжных работ.

## Память
В 1975 году, в честь 70-летия Новороссийской республики, улица Мира в Новороссийске была переименована в улицу Новороссийской республики.
В 2008 году в городе установлен памятник в честь Новороссийской республики.